# Siedliska Żmigrodzkie
Siedliska Żmigrodzkie est une localité polonaise de la gmina de Nowy Żmigród, située dans le powiat de Jasło en voïvodie des Basses-Carpates.